# سفارت ایالات متحده آمریکا در سریر مقدس
سفارت ایالات متحده آمریکا در سریر مقدس (به ایتالیایی: Embassy of the United States to the Holy See) یک منطقهٔ مسکونی و نمایندگی سیاسی ایالات متحده آمریکا در ایتالیا است که در رم واقع شده‌است.